# Albiac (Lot)
Albiac è un comune francese di 86 abitanti situato nel dipartimento del Lot nella regione dell'Occitania.

## Società

### Evoluzione demografica
Abitanti censiti